# Ало (округ)

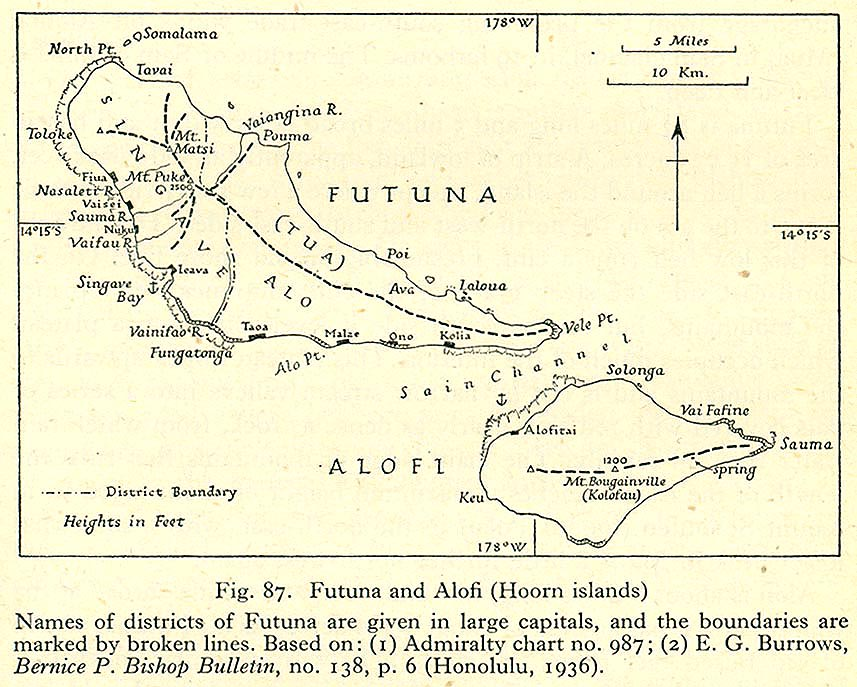
Округ Ало на мапі групи островів Футуна (Горн)

Ало (неофіційна назва - Tu'a) (фр. Alo) — один з 3-х адміністративних округів заморської громади Франції території островів Волліс і Футуна.
Традиційно називається Королівство Ало.
До складу округу Ало входить східна частина острова Футуна і практично безлюдний острів Алофі з групи островів Футуна (Горн).
Загальна площа округу - 85 км². Населення - 2156 чол. (2013) . Адміністративний центр округу Малае, в якому проживає 192 осіб (2013) .
Інші населені пункти округу :
- Оно (537 чел.),
- Таоа (531),
- Коліа (309),
- Веле (211),
- Пої (190),
- Тамана (183),
- Туатафа (2),
- Ава,
- Факакі,
- Фікаві,
- Капау,
- Колопелу,
- Мулі,
- Олу,
- Туфуоне.
- на острові Алофі: Алофітаї — 1 людина.